# Krimka
Krimka (en (ucraïnès): Кримка) és un poble de la República Autònoma de Crimea a Ucraïna, que el 2021 tenia 1.424 habitants. Pertany al districte rural de Djankoi.